# Diarmuid Ua Duibhne

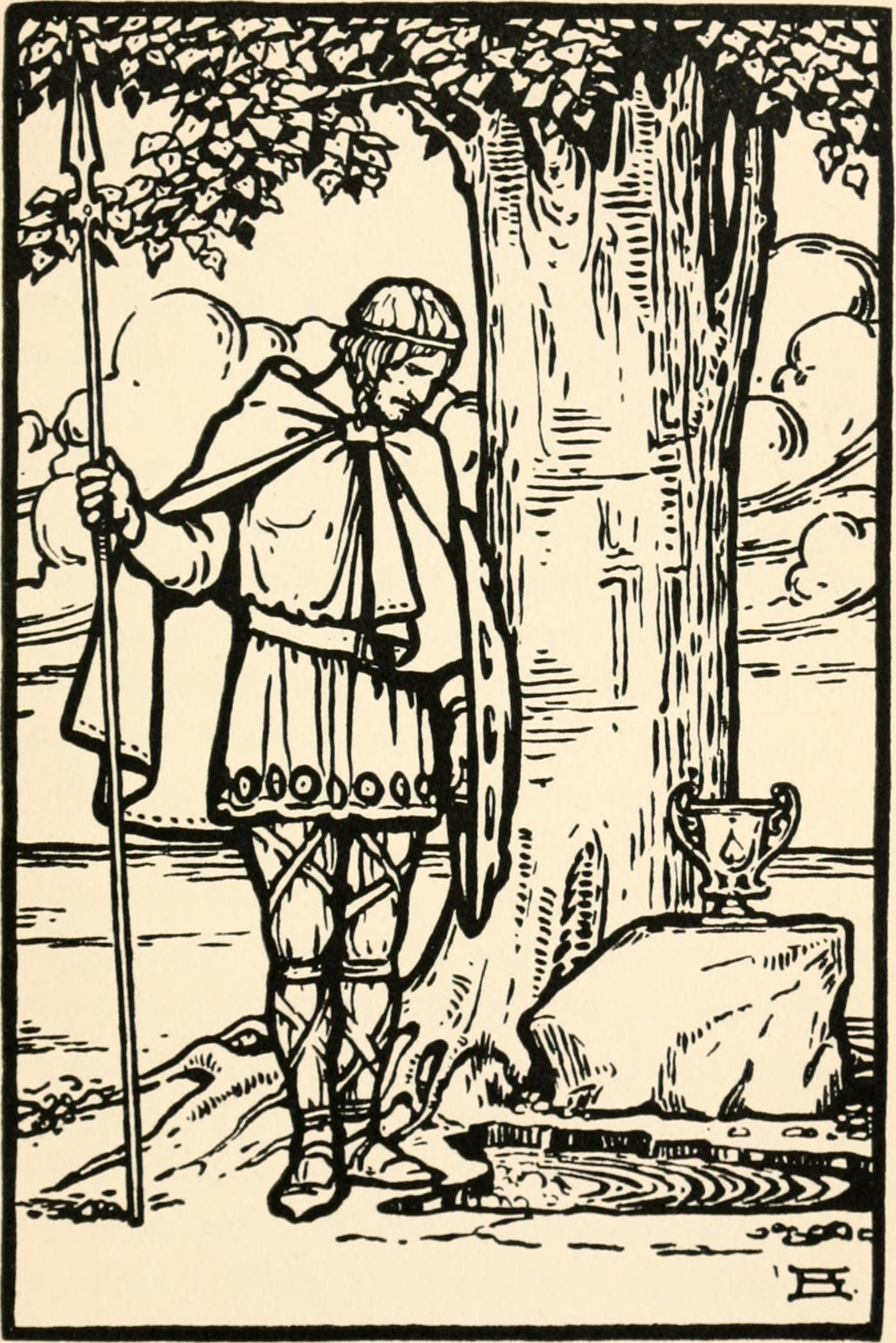
Diarmuid in una illustrazione del 1914 di Beatrice Elvery

Diarmuid Ua Duibhne o Diarmid O'Dyna o, più semplicemente, Dermott è un figlio di Donn ed un guerriero dei Fianna del Ciclo feniano. È famoso per essere stato l'amante di Gráinne, la promessa sposa di Fionn mac Cumhaill. Aonghus Óg è il suo padre adottivo e protettore.
Diarmuid incontrò un giorno una donna, che personificava la giovinezza, che gli fece dono di una voglia sulla fronte dalla proprietà di far innamorare ogni donna che l'avesse guardata.
Gráinne, che era stata promessa sposa a Fionn mac Cumhail, capo dei Fianna, si innamorò di Diarmuid quando, già leggermente infatuata di lui, vide per caso la voglia di Diarmuid, che si era liberato per un istante dell'elmo che gli tagliava il respiro. Lei gli lanciò il geis di fuggire insieme, da cui nacque l'inseguimento del promesso sposo, ma aiutati da Aonghus Óg.
Fionn tuttavia, grazie all'intercessione di Aongus Og, perdonò la coppia, che si installò nel Kerry, dove ebbero cinque figli.
Anni dopo Fionn invitò Diarmuid ad una caccia al cinghiale nella brughiera di Benbulbin, durante la quale Diarmuid venne ferito da un cinghiale gigante. Chiunque bevesse l'acqua dalle mani di Fionn guariva immediatamente, ma Fionn finse di non riuscire a trattenere l'acqua e, quando il figlio ed il nipote di Fionn, Oisín e Oscar, minacciarono il padre per salvarlo, fu troppo tardi.
La storia di Diarmuid, Gráinne e Fionn è solo una delle diverse storie di un triangolo amoroso tra due giovani ed un vecchio, come per esempio nel racconto di Naoise, Deirdre e Conchobar. 
Si dice che Diarmuid Ua Duibhne fu il fondatore del clan scozzese dei Campbell, infatti sullo stemma dei Campbell c'è una testa di cinghiale che riprende la morte di Diarmuid.

## Diarmuid nei media
L'eroe è presente nella light novel Fate/Zero come rappresentante della classe Lancer.